# Saxetania decumana
Saxetania decumana är en insektsart som beskrevs av Leo L. Mishchenko 1951. Saxetania decumana ingår i släktet Saxetania och familjen Pamphagidae. Inga underarter finns listade i Catalogue of Life.